# Probass
Probass (Professional Bank Systems & Software) este o companie de IT din România, înființată în anul 1996, care activează pe piața soluțiilor IT adresate băncilor.
În decembrie 2009, compania a fost preluată de Asseco South Eastern Europe (ASEE), subsidiară a firmei poloneze de IT Asseco, pentru suma de 7,7 milioane euro.
Probass a încheiat anul 2008 cu un profit net de 1,6 milioane euro, la venituri de 2,5 milioane euro.
Număr de angajați în 2009: 27